# Praça Jardim Paraíso
Praça Jardim Paraíso é uma praça situada na cidade de Naviraí, Mato Grosso do Sul. Localizada no Jardim Paraíso próximo ao Balneário Paraíso das Águas, mede 4.554m². É uma das três grandes praças da cidade.